# Gulknölig nagelskivling
Gulknölig nagelskivling (Collybia cookei) är en svampart som först beskrevs av Giacopo Bresàdola, och fick sitt nu gällande namn av J.D. Arnold 1935. Gulknölig nagelskivling ingår i släktet Collybia och familjen Tricholomataceae. Arten är reproducerande i Sverige. Inga underarter finns listade i Catalogue of Life.

## Källor

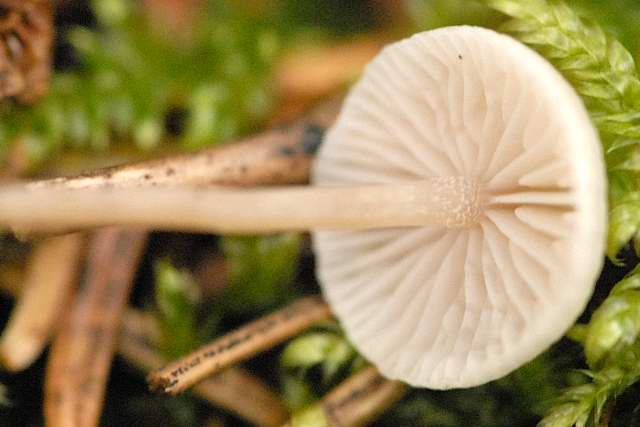
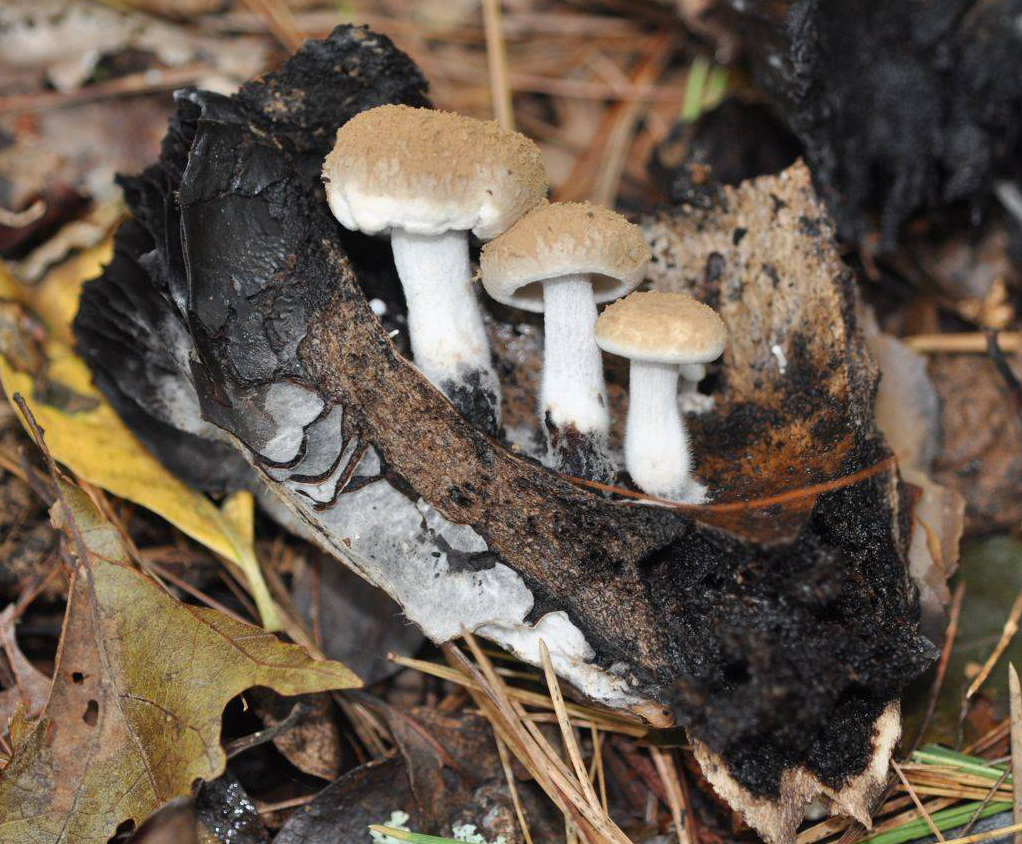